# Bacon & Woodrow
Bacon & Woodrow war eine britische Unternehmensberatung im Bereich aktuarieller Dienstleistungen.

## Geschichte
Bacon & Woodrow wurde 1924 gegründet und fokussierte sich anfangs auf Aspekte der betrieblichen Altersversorgung und entwickelte sich zu einem der führenden Anbieter in Großbritannien für Beratung und Verwaltung von betrieblichen Rentenzusagen. Neben strategischen Fragestellungen bezüglich der Formen der Zusagen unterstützte das Unternehmen beispielsweise auch bei der Bewertung von Pensionsrückstellungen und damit verbundenen Risiken im Rahmen des unternehmerischen Risikomanagements. Dabei wurden etliche Großunternehmen des Vereinigten Königreichs beraten. Später weitete das Unternehmen sein Angebot auf aktuarielle Dienstleistungen für Versicherungsunternehmen aus, wo Bewertungsfragen, die Erstellung von Jahresabschlüssen und Produktentwicklung im Fokus der Tätigkeiten standen. Zudem wurden die Aktivitäten auf Kontinentaleuropa ausgeweitet. In Deutschland war Bacon & Woodrow ab 1994 aktiv. Dort übernahm im Jahr 2000 Kurt Wolfsdorf die Unternehmensleitung.
1999 unterstützte Bacon & Woodrow die FTSE Group bei der Entwicklung eines globalen Aktienindex.
Ende 2000 wurden die Aufspaltung und der Verkauf von Bacon & Woodrow beschlossen und dabei einerseits das Pensions- und Altersvorsorgegeschäft durch die US-Firma Hewitt Associates zur Expansion nach Europa und andererseits das aktuarielle Versicherungsberatungsgeschäft von Deloitte übernommen und unter dem Namen B&W Deloitte fortgeführt. Zwei Jahre nach dem im Juli 2002 vollzogenen Börsengang von Hewitt Associates wurde bekannt, dass die entsprechenden Partner Aktienpakete im Wert von 219 Millionen Euro (heute ca. 325 Millionen Euro) besäßen, diese jedoch bis 2005 für einen Verlauf gesperrt seien.
Die Bacon-&-Woodrow-Mitarbeiter Andrew Smith und Tim Wilson entwickelten rund um die Jahrtausendwende einen Ansatz für die Extrapolation einer Terminzinskurve. Das Smith-Wilson-Verfahren hat sich zu einer Standardmethode entwickelt und wird im Rahmen des europäischen Versicherungsaufsichtsrecht Solvency II von der Europäische Aufsichtsbehörde für die Ermittlung der für die Bewertung der versicherungstechnischen Rückstellungen relevanten Zinsstrukturkurve herangezogen.